# Denver Ordnance Plant
La Denver Ordnance Plant est une importante usine de munitions, située à Lakewood, près de Denver, dans le Colorado (États-Unis). Cette usine fut en activité entre 1941 et 1945. Propriété de l’État fédéral, elle était exploitée par la firme Remington Arms Company pour la production de cartouches de petit calibre.

## Chronologie
- 1940 : décembre, le gouvernement annonce la construction d’une usine de munitions à Denver.
- 1941 : janvier, achat des terrains.
- 1941 : mars : début des travaux.
- 1941 : septembre : Remington Arms Company démarre la production.
- 1943 : apogée de la production de cartouches.
- 1944 : nouvelles productions : obus d’artillerie et rations militaires.
- 1945 : arrêt de la production puis fermeture de l’usine.
- 1946 : le site devient le Denver Federal Center.

## Histoire
Plusieurs années avant la Seconde Guerre mondiale, le gouvernement fédéral des États-Unis avait préparé un programme d'expansion des capacités de production de munitions du pays en collaboration avec la firme Remington Arms. À l'automne 1940, ce plan fut activé et Remington étudia 51 sites susceptibles d'accueillir ces usines. En décembre 1940, le gouvernement annonça la construction d'une usine de munitions de petit calibre à Denver. En janvier 1941, l'État fédéral acheta 825 hectares de terrains à la famille Hayden, propriétaire d’un vaste ranch, afin d'y édifier l'usine de munitions de Denver. Le site fut sélectionné en raison de sa situation dans une région rurale éloignée des frontières et des côtes des États-Unis, ce qui limitait les risques de sabotage. Cette zone, située à l'ouest de Denver, était alors essentiellement agricole.
En janvier 1941, le ministère de la Guerre signa un contrat avec la Remington Arms Company pour la fabrication de munitions pour des armes de petit calibre. Une autre usine, Lake City Ordnance Plant, pratiquement identique par sa taille et sa conception, fut édifiée à Independance (Missouri) et également exploitée par la firme Remington. À Lakewood, les travaux commencèrent dans les premiers jours de mars 1941 et furent conduits avec rapidité. Plus de 6 000 ouvriers et techniciens travaillèrent sur le chantier, d'après les plans du cabinet d'architecture Smith, Hinchman & Grylls, de Détroit (Michigan). En octobre 1941, la première phase de la construction était achevée, pour un coût de 28 millions de dollars, et la Remington Arms Company put démarrer la production.
La Denver Ordnance Plant commença par ne produire que des balles de cartouche de calibre .30 de divers types, dont des cartouches à balles perforantes, traçantes et incendiaires. C’était la seule usine de munition spécialisée dans ce calibre. La cartouche de calibre .30 avait été adoptée en 1906 pour le fusil Springfield 1903. Pendant la Seconde Guerre mondiale, elle fut produite pour le fusil semi-automatique M1 Garand ainsi que pour plusieurs modèles de fusils mitrailleurs et mitrailleuses. Autres désignations : 7,62 x 63 et .30 Springfield. Dans sa version de base, la balle a un diamètre de 7,8 mm, une longueur totale de 84,5 mm et pèse 23,4 g. Les cartouches fabriquées par la Denver Ordnance Plant portaient la marque « DEN » et deux chiffres correspondant à l'année de fabrication.
L'usine occupa d'abord environ 10 000 personnes, avec une capacité de 4 millions de cartouches par jour. La production culmina au cours de l'été 1943 avec 6,25 millions de cartouches par jour. L'usine travaillait jour et nuit, sept jours sur sept. À l'apogée de sa production, la Denver Ordnance Plant avait un effectif de plus de 22 000 personnes, dont la moitié était constituée de femmes, attirées par des salaires relativement élevés. La surface couverte de l'usine était de 223 000 m2 et le site comportait 17,6 km de voies ferrées, 27,3 km de routes, 24 km de clôtures, six restaurants qui servaient 20 000 repas par jour, des services complets de sécurité et d'incendie, ainsi qu’un hôpital bien équipé. La nuit, l'usine était brillamment illuminée et ressemblait à une grande ville. À la fin de la guerre, la Denver Ordnance Plant comprenait environ 200 bâtiments
En mai 1944, Kaiser Industries reçut une commande d’obus d'artillerie, qui furent fabriqués à la Denver Ordnance Plant. Après la mise en place des équipements nécessaires, des obus de 8 pouces et de 155 mm furent fabriqués. Au cours des mois suivants, de nouveaux contrats furent passés avec Kaiser, Remington et General Foods. Cette dernière entreprise fabriqua sur le site des rations de combat C. La défaite japonaise, en août 1945, entraîna une cessation immédiate de toute la production de la Denver Ordnance Plant. En octobre, 600 personnes seulement étaient encore occupées sur le site, qui fut entièrement fermé peu après.

## Denver Federal Center
Après la fermeture complète de l’usine de munitions, le site fut transféré à la Reconstruction Finance Corporation, un organisme fédéral. Une partie de la Denver Ordnance Plant fut alors convertie en bureaux, entrepôts et laboratoires pour plusieurs organismes fédéraux et prit le nom de Denver Federal Center. En février 1946, la Veteran's Administration fut la première agence fédérale à venir s’y installer, bientôt suivie par le Bureau of Reclamation. En 2006, le Denver Federal Center regroupe 6 200 personnes travaillant dans 26 organismes fédéraux, qui en font la deuxième concentration de fonctionnaires fédéraux des États-Unis après la capitale, Washington.
Les limites du Denver Federal Center sont la Sixth Avenue au nord, Kipling Street à l’est, Alameda Avenue au sud ; à l’ouest, la limite passe juste à l’est de Union Boulevard. Il conserve de nombreuses traces de son passé à la fois rural et industriel. Le centre se trouve dans la ville de Lakewood, qui a connu une croissance extrêmement rapide depuis la Seconde Guerre mondiale. Dans la banlieue ouest de Denver, le Denver Federal Center est aujourd’hui entouré de quartiers résidentiels et d’immeubles de bureaux qui continuent de progresser vers l'ouest.

## Sources
- (en) Histoire officielle de Remington.

- (en) US Geological Survey : Before The Denver Federal Center.

- (en) Le Denver Federal Center sur le site du Comté de Jefferson